# Meloboris orientalis
Meloboris orientalis là một loài tò vò trong họ Ichneumonidae.